# 金烏山駅
金烏山駅（クモサンえき）は、大韓民国慶尚北道金泉市にかつて存在した京釜線の鉄道駅（廃駅）である。

## 歴史
- 1905年1月1日：開業。
- 1916年11月1日 : 金泉駅 - 若木駅間の線路付け替えに伴い廃止。